# Босна и Херцеговина на Светском првенству у атлетици на отвореном 2019.
Босна и Херцеговина је на 17. Светском првенству у атлетици на отвореном 2019.  одржаном у Дохи од 27. септембра до 6. октобра учествовала четрнаести пут под овим именом, са тројицом атлетичара који су се такмичили у две атлетске дисциплине,
На овом првенству Босна и Херцеговина је по броју освојених медаља делили 27. место са 1 освојеном медаљом (1 сребрна). У табели успешности према броју и пласману такмичара који су учествовали у финалним такмичењима (првих 8 такмичара) Босна и Херцеговина је са 1 учесником у финалу заузела 47. место са 7 бодова.
| Плас. | Земља               | 1. место | 2. место | 3. место | 4. место | 5. место | 6. место | 7. место | 8. место | Бр. финал. | Бод. |
| ----- | ------------------- | -------- | -------- | -------- | -------- | -------- | -------- | -------- | -------- | ---------- | ---- |
| 47.   | Босна и Херцеговина | 0        | 1        | 0        | 0        | 0        | 0        | 0        | 0        | 1          | 7    |

## Учесници
Мушкарци:
- Амел Тука — Трка на 800 метара
- Кемал Мешић — Бацање кугле
- Месуд Пезер — Бацање кугле

## Освајачи медаља (1)

### Сребро (1)
- Амел Тука — 800 м

## Резултати

### Мушкарци
| Атлетичар   | Дисциплина   | Лични рекорд | Квалификације     | Квалификације | Полуфинале   | Полуфинале | Финале                | Финале       | Детаљи |
| Атлетичар   | Дисциплина   | Лични рекорд | Резултат          | Место         | Резултат     | Место      | Резултат              | Место        | Детаљи |
| ----------- | ------------ | ------------ | ----------------- | ------------- | ------------ | ---------- | --------------------- | ------------ | ------ |
| Амел Тука   | 800 м        | 1:42,51 НР   | 1:45,62 (.616) КВ | 3. гр. 6      | 1:45,63 КВ   | 1. гр. 3   | 1:43,47 ЛРС           |              |        |
| Кемал Мешић | Бацање кугле | 20,83        | 19,49             | 16. у гр. А   |              |            | Нису се квалификовали | 32 / 34 (35) |        |
| Месуд Пезер | Бацање кугле | 21,48 НР     | 20,17             | 10. у гр. Б   | 20 / 34 (35) |            | Нису се квалификовали |              |        |